# Vinland Saga
Vinland Saga je japonská historická manga, kterou kreslí a píše Makoto Jukimura. Poprvé vyšla v roce 2005 v časopise Šúkan šónen Magazine, kde vycházela týdně, později se ale přesunula do měsíčníku Gekkan Afternoon, kde je vydávána nepravidelně. V roce 2019 vznikla stejnojmenná 24dílná anime adaptace od Wit Studio.

## Příběh

### Thorfinn a Askeladd
Děj se odehrává na počátku 11. století v Dány kontrolované Anglii. Hlavní postavou je Thorfinn, syn bývalého vikinského válečníka Thorse, který dezertoval z dánské armády. Dezerce je ale trestána smrtí, a proto Thors kdysi tajně utekl se svou ženou a novorozenou dcerou na Island, zatímco ostatní si mysleli, že zemřel v bitvě na moři. Po několika letech je Thors nalezen, avšak vzhledem k tomu, že patřil mezi nejlepší válečníky, je mu nabídnuto prominutí trestu, pokud se vrátí. Zároveň je však najat žoldnéř Askeladd, aby ho zabil, což se na jedné Thorsově výpravě stane. Vraždě svého otce je přítomen i malý Thorfinn, který se poté připojí k Askeladdovi a jeho mužům s myšlenkou na pomstu. Chce ji však vykonat v řádném souboji s Askeladdem. Aby však Askeladd přijal výzvu k souboji, musí Thorfinn vždy splnit nějaký těžký úkol. I když jej však splní, vždy s Askeladdem prohraje.
Askeladd se poté angažuje v dánské invazi do Anglie, kde se Thorfinn střetne s Thorkellem, strýcem jeho matky, o kterém doposud nevěděl. Později se setkají znovu při Askeladdovém úkolu osvobodit prince Knuta ze zajetí, což se nakonec podaří. Princ Knut je nesmělý, stranící se společnosti a mluví jen přes svého opatrovatele Ragnara. Askeladd je poté pronásledován Thorkellovou armádou, která chce zpátky získat prince jako rukojmí. Rozhodne se tedy jít přes Wales, aby unikl. Průchod zemí mu je ale umožněn pouze za podmínky, že Wales nebude Dány napaden. Jako důkaz, že Wales bude ochráněn předloží Askeladd fakt, že je potomkem krále Artuše. Z Walesu se dostanou do Mercie. Ragnar začne překážet Askeladdovi a je na jeho příkaz zabit. Před svou smrtí však ještě stihne říct, že nepřítelem prince Knuta je samotný král, který se ho snaží zabít, aby zbyl jen jeden ze dvou bratrů a trůn měl tak jen jednoho následníka. Princi Knutovi je pak řečeno, že Ragnar byl zabit nepřítelem. Ačkoliv je zprvu zdrcený, později se vzchopí a stává se více mužnějším a tvrdším než předtím. Knut sjednotí pod své velení Thorkellovy muže a zbylých pár členů Askeladdovy družiny, pobité Thorkellovou armádou. Askeladd se nakonec princi přizná, že Ragnara zabil on, princ však chce aby mu sloužil dál a nahradil tak Ragnara, jak nejlépe dovede.
Knut začne připravovat plány na zavraždění krále a získání koruny. Na recepci král pronesl svůj plán o napadení Walesu a Irska příští jaro. Aby tomu Askeladd zabránil, zabije krále přímo na recepci a spoustu dalších přítomných, předstíraje šílenství. Knut pochopí jeho úmysly, okamžitě se ujme velení a zabije Askeladda, čímž si zajistí autoritu u ostatních – což byl ostatně Askeladdův plán. Thorfinn, který náhle spatří umírajícího Askeladda, se v šoku pokusí zabít Knuta, jelikož Thorfinn měl být tím, kdo měl Askeladda zabít. Nepodaří se mu to a je zastaven Thorkellem. Knut se rozhodne ho ušetřit, a ačkoliv by měl být zabit, je pouze uvržen do otroctví.

### Ketilova farma
Děj se nyní přesouvá o rok později. Leif Ericson, přítel Thorse, se marně snaží najít Thorfinna už od doby jeho zmizení a odvézt ho zpátky k rodině, domů na Island. Ví, že byl uvržen do otroctví, a tak pátrá a skupuje jakékoliv otroky se jménem Thorfinn. Thorfinn mezitím pracuje jako otrok na Ketilově farmě, kde se obecně zachází s otroky velmi dobře a platí, že po obdělání určité plochy půdy dostanou svobodu. Ketil Thorfinnovi přikoupí na pomoc druhého otroka, Einara, a rychle se spolu spřátelí. Einar se farmě zamiluje do místní dívky Arneis, která sem tam slouží v kuchyni a je Ketilovou milenkou. Ta však jako jediná zřejmě nikdy svobodu nedostane, jelikož je Ketilovi velmi blízká. Thorfinn s Einarem se spřátelí také s již starým Ketilovým otcem a Snakem, velitelem stráží na farmě. Thorfinn také často trpí nočními můrami, ve kterých se ocitá na bojišti, kde spolu mrtví bojují a snaží se k němu prodrat, aby jej stáhli mezi sebe. Zpočátku považuje Thorfinn tuhle vizi za děsivou verzi Valhally, místa, kde padlí vikingové vedou nekonečný boj mezi sebou. Jednou se ale ve snu objeví Askeladd, který mu ukáže, že to není Valhalla, ale všichni lidé, které Thorfinn zabil. Thorfinn jejich tváře nepoznává. Askeladd mu řekne, že ještě není pozdě na nápravu a že by se měl stát opravdovým válečníkem, jakým byl jeho otec. Thorfinn si dá slib, že se polepší a začne pátrat, kdo vlastně opravdový válečník je.
Roku 1018 se Knut vydává navštívit svého nemocného bratra Haralda do Dánska. Zatímco Knut po smrti otce vládl Anglii, Harald vládl Dánsku. Umírající Harald svěří Knutovi Dánsko, aniž by tušil, že to byl Knut, kdo jej otrávil a poslal na smrt. To vše se odhaluje v rozhovoru mezi Knutem a jeho vizí, a useknutou hlavou krále Svena, Knutova otce. Ve stejnou dobu přijíždí za králem Ketil, aby mu nabídl část úrody ze své farmy a získal si tak jeho přízeň. Až na místě se však dovídá, že Harald umřel a novým králem se stal Knut. Nabídne tedy své dary jemu, Knut ale dostane nový nápad, a to získat všechny dánské farmy pod svou kontrolu, aby mohl udržet svá vojska v Anglii, přičemž první farmou bude ta Ketilova. Ketil se o jeho plánu dozví, nic nechápe a upadne v zoufalství. Když se Knut chystá zajmout, Ketil i se svými uprchne s pomocí Leifa Ericsona, kterému slíbil, že mu daruje Thorfinna, když ho zachrání. Plují tedy společně rychle zpátky na farmu.
Mezitím uteče ze sousední farmy otrok, který při útěku zabil několik stráží a je na něj vypsaná velká odměna. Snake jej chce chytit, avšak když otrok ujíždí na koni přes Ketilovu farmu, pozná jej Arneis a zavolá na něj – je to její manžel, Gardar. Gardar zastaví, prohraje souboj se Snakem a je svázán. Arneis se pak svěří Einarovi a Thorfinnovi, jak upadala do otroctví. Mezitím co muži odešli dobýt sousední vesnici, aby získali naleziště železa. Když byli pryč, vesnici přepadli vojáci z té sousední, zabili všechny staré lidi a děti, včetně jejího malého syna, a zbytek prodali do otroctví. Zároveň se svěří, že s Ketilem čeká dítě a nechce, aby se mu cokoliv stalo. Arneis pak v noci tajně navštíví Gardara, aby jej ošetřila. Gardar však i přes provazy usmrtí strážníka, přičemž nedává Arneis jinou možnost, než ho osvobodit, protože přicházející stráže by je zabili oba. Gardar uprchne, je dostižen a těžce zraněn, Arneis ho však schová v domě pod postel Ketilova otce, který se rozhodl jí pomoct. Snake po Gardarovi pátrá a sleduje Arneis, Einar s Thorfinnem však naplánují útěk. Zatímco Einar odvede pozornost stráží, Throfinn s Arneis se snaží odvézt Gardara pryč. Snake však lest prokoukne, vrací se a bojuje s Thorfinnem. Když se Snake přiblíží ke Gardarovi, probodne mu srdce, Gardar se však probudí z bezvědomí a přiškrtí Snakea, který ztratí vědomí. Gardar nakonec podlehne svým zraněním.

### Boj o farmu
Při návratu na farmu Ketilův nejstarší syn všem nařídí, aby se připravili k boji a motivuje všechny otroky tím, že když uspějí, daruje jim Ketil svobodu. Sám Ketil je však v depresi a jde se utěšit k Arneis, dozvídá se však o její zradě a začne ji zbije. Leif se pokusí pro Arneis, jakožto kamarádku Thorfinna, získat svobodu, ale nepodaří se mu to. Thorfinn s Einarem se chtějí postarat o zraněnou Arneis, a nechtějí s Leifem odjet. Nakonec se rozhodnou, že zatímco budou všichni bojovat, uprchnou a odvezou Arneis s sebou. Arneis však při cestě k lodi zemře se slovy, že nechce dále žít v tomto bolestném světě. Einar i Thorfinn jsou její smrtí hluboce zasaženi, najednou si však Thorfinn vzpomene na Leifova slova, která mu kdysi dávno vyprávěl: „Daleko, daleko na západ odsud, přes velký oceán, je země zvaná Vinland – teplá a úrodná země, nedotčená otroctvím, válkou ani ohněm. Tam i ty můžeš žít v klidu a míru.“ Thorfinn i Einar si stanoví nový cíl: pojedou do Vinland, aby založili svou novou zemi bez válek a otroctví. Nejdřív si chce ale Thorfinn promluvit s Knutem.
Mezitím se odehrává boj Ketilových rolníků a Knutových vojáků. Ačkoliv jsou rolníci ve značné početní přesile, proti elitním královým strážím nemají šanci a po prvním boji jich přežije jen hrstka. Ketil je těžce zraněn a za farmu rozhoduje jeho mladší nezkušený syn, který měl po něm farmu převzít. Ten je bojem a vší tou smrtí natolik otřesen, že se rozhodne vzdát. Když se jde dohodnout s králem, potká Thorfinna s Einarem, kteří se snaží dostat přes vojáky ke králi. Thorfinn vojákům bez boje dokáže, že je králův bývalý strážce a je k němu puštěn. Thorfinn se snaží Knuta přesvědčit, aby farmu ušetřil. Když se Knut rozhodne odmítnout a předpokládá, že se jej Thorfinn pokusí zabít, překvapí jej tím, že řekne, že jednoduše odejde – odejde tam, kam jeho moc nesahá a kam budou moci všichni, jež budou trpět jeho vládou. To na Knuta udělá dojem a zároveň ho to potěší. Oba totiž mají stejný cíl, jen jej chtějí docílit jinými prostředky. Knut nechá farmu na pokoji a odplouvá.

## Postavy
- Thorfinn – hlavní postava
- Askeladd – žoldnéř, vrah Thorse. Je synem Lýdie, přímým potomkem krále Artuše. Lýdie byla unesena z Walesu při dánském nájezdu krále Olafa, který z ní učinil svou milenku a měl s ní syna, Askeladda. Askeladd se později pomstil a svého otce zabil tak, aby vina padla na jednoho z jeho dalších synů. Matku poté dovezl domů do Walesu.
- Knut – princ a později král, syn krále Svena. Jeho postava je založená na osobě krále Knuta Velikého.
- Leif Ericson – přítel Thorse, pátrá po Thorfinnovi od jeho zmizení. Jeho postava je založená na skutečném Leifu Erikssonovi, který doplul do Ameriky a pojmenoval objevenou zemi jako Vinland.
- Ketil – vlastník farmy, kde Thorfinn pracuje jako otrok
- Einar – otrok na Ketilově farmě, pracuje s Thorfinnem
- Arneis – otrokyně, dívka, do které je Einar zamilovaný
- Thorkell – strýc Thorfinnovy matky
- Ragnar – opatrovatel prince Knuta
- Thors – otec Thorfinna, bývalý válečník jomských vikingů
- Helga – matka Thorfinna, dcera vůdce jomských vikingů
- Ylfa – sestra Thorfinna
- Bjorn – zástupce Askeladda ve velení
- Sven – otec Knuta, král Dánska (Sven I. Dánský)
- Harald – bratr Knuta (Harald II. Dánský)